# Slag bij Ekeren

Kaart van de Slag bij Ekeren, 1712.

De Slag bij Ekeren, op 30 juni 1703, was een veldslag tijdens de Spaanse Successieoorlog tussen een Nederlandse strijdmacht van 12.000 man en een Frans leger van 25.000 man.
De opmars van de Nederlandse strijdmacht was een stap in het grote plan van de geallieerden om Antwerpen in te nemen, maar zij werden bij Ekeren verrast door de Fransen, die erin slaagden hen te omsingelen. De Nederlandse bevelhebber Jacob II van Wassenaer Obdam, zoon van de admiraal Jacob van Wassenaer Obdam, raakte van zijn troepen gescheiden en vluchtte in paniek naar Breda. Door koelbloedig optreden van Frederik Johan van Baer konden de Nederlanders uit de omsingeling ontsnappen naar het Fort Lillo en totale vernietiging voorkomen.
De Nederlandse officieren en manschappen hadden zich van hun beste kant laten zien (behalve Obdam die zijn reputatie kwijt was), terwijl de Franse en Spaanse troepen, ondanks hun overmacht, nergens konden standhouden. Beide partijen verklaarden zich de overwinnaar en beriepen zich op uiterlijke tekenen zoals veroverde vaandels en standaarden. De Nederlanders voerden aan dat de Fransen zich als eerste hadden teruggetrokken, in omgekeerde richting konden de Fransen stellen dat ze meer krijgsgevangenen en artillerie hadden buitgemaakt en dat ze het slagveld hadden behouden of toch weer in bezit genomen. De eigenlijke confrontatie kan worden beschouwd als onbeslist of zelfs als een Nederlandse overwinning. De Nederlandse infanterie had opnieuw bewezen de beste van Europa te zijn, maar het was het optreden van de Nederlandse cavaleristen dat de meeste indruk maakte op tijdgenoten. Ze hadden aangetoond niet meer onder te doen voor de Franse en Spaanse ruiters.
De veldslag leverde voor geen van beide partijen een strategisch voordeel op. Misschien het meest blijvende resultaat was dat de samenwerking tussen opperbevelhebber Marlborough en de Nederlandse generaals verslechterde, omdat hun vertrouwen in hem was geschaad.